# Deutsches Stadion (Berlin)
Deutsches Stadion – nieistniejący już wielofunkcyjny stadion w Berlinie, w Niemczech. Znajdował się w Deutsches Sportforum w dzisiejszej dzielnicy Westend na północnym skraju lasu Grunewald. Został otwarty 8 czerwca 1913, z okazji 25-lecia przejęcia tronu przez Wilhelma II Hohenzollerna, ze względu na organizację w Berlinie Letnich Igrzysk Olimpijskich w 1916 r., które zostały odwołane po wybuchu I wojny światowej. Istniał w latach 1913–1934. Mógł pomieścić 33 000 widzów. W jego miejscu powstał Stadion Olimpijski, otwarty w 1936 roku.

## Historia
Niedługo przed rozpoczęciem Igrzysk Olimpijskich w Sztokholmie w 1912 roku organizację olimpiady w 1916 roku przyznano Berlinowi. Już w sierpniu 1912 roku przystąpiono do budowy stadionu, który miał być główną areną igrzysk. Obiekt powstawał na zachód od Charlottenburga (wówczas niezależne miasto), wewnątrz istniejącego od 1909 roku toru wyścigów konnych (Rennbahn Grunewald), w związku z czym dojście na stadion prowadziło przez tunel. Stadion wyposażony był w 600-metrową bieżnię lekkoatletyczną, którą otaczał tor kolarski. Po północnej stronie, za torem, w miejscu trybun umiejscowiono również 100-metrowy basen pływacki, niejako zintegrowany z całym obiektem. Za basenem również powstała trybuna, z której można było obserwować także zmagania na stadionie. Architektem stadionu był Otto March. Otwarcie obiektu nastąpiło 15 maja 1913 roku, choć oficjalna ceremonia otwarcia miała miejsce 8 czerwca 1913 roku. Otaczające tor kolarski trybuny miały 11 500 miejsc siedzących i 18 500 miejsc stojących, a trybuna przy basenie mogła pomieścić dodatkowe 3000 widzów, co dawało łączną pojemność stadionu na poziomie 33 000 widzów. Tuż za wschodnim łukiem, zaraz za trybuną stał dąb, w lutym 1914 roku nazwany imieniem Victora von Podbielskiego (Podbielski-Eiche). Po wybuchu I wojny światowej stadion został zamknięty, a w 1915 roku zamieniono go na szpital polowy. W 1916 roku przywrócono mu funkcję obiektu sportowego. Trwające wojna spowodowała, że zaplanowane na 1916 rok igrzyska olimpijskie nie odbyły się. W 1920 roku stadion znalazł się w granicach Berlina. W latach 1922, 1923, 1924 i 1927 na obiekcie rozegrano spotkania finałowe Mistrzostw Niemiec w piłce nożnej. W latach 1920–1933 na stadionie sześciokrotnie wystąpiła również piłkarska reprezentacja Niemiec. W 1931 roku Berlinowi przyznano organizację Igrzysk Olimpijskich w 1936 roku. Wśród różnych propozycji ostatecznie zdecydowano, że główny stadion tych igrzysk powstanie od podstaw w miejscu Deutsches Stadion. W marcu 1934 roku rozpoczęto jego rozbiórkę; następnie przystąpiono do budowy nowego Stadionu Olimpijskiego, którego otwarcie miało miejsce 1 sierpnia 1936 roku, równocześnie z ceremonią otwarcia igrzysk olimpijskich.